# 위험한 여자
《위험한 여자》는 2011년 10월 10일부터 이듬해 3월 30일까지 방영된 MBC 아침 드라마이다.

## 등장 인물

### 주요 인물
- 고은미(강유라)
- 김정현(김지원) : 진송그룹 홍보부 본부장, 유라의 연인
- 황보라(강소라) : 도희의 딸
- 여현수(강동민) : 도희와 강 회장의 아들

### 그 외 인물
- 임채무(강주혁) : 유라 아버지, 진송그룹 회장
- 김보연(윤도희) : 강 회장 내연녀, 동민&소라의 어머니
- 선우은숙(나연숙) : 유라 어머니, 강 회장 아내
- 김은영(신복자) : 유라 외할머니, 진송그룹 대주주
- 조연우(강동준) : 유라 오빠, 강 회장 첫째 아들, 진송그룹 부장 (1~5회 특별 출연)
- 남윤정(남지숙) : 파주댁, 유라네 가사도우미, 서훈&서주 어머니
- 김영배(최백훈) : 진송그룹 이사, 복자 심복, 소라 친부
- 변은영(방 언니) : 도희 친구
- 성웅(이서훈) : 파주댁 아들
- 이나은(이서주) : 파주댁 딸, 동민 연인
- 최성민(표상구) : 진송그룹 홍보부 부장
- 김규민(김 대리) : 진송그룹 홍보부 직원
- 정이연(정리영) : 진송그룹 홍보부 직원
- 이귀염(김/남보리) : 진송그룹 홍보부 직원
- 조은서(김은서) : 진송그룹 강주혁 회장의 비서
- 정구연(강애리) : 영비그룹 강원준회장 딸, 동민 맞선녀 (특별 출연)
- 서우진(조상범) : 방송사 PD
- 강민정(창숙) : 소라 친구
- 김태린
- 민준현(최칠용)

## 연장
- 방영 분량이 120부작에서 4회 연장되어 124부작으로 변경 · 확정되었다.